# ハーバート・クラーク
ハーバート・リンカン・クラーク(Herbert Lincoln Clarke, 1867年9月12日 - 1945年1月30日)は19世紀後半から20世紀前半にかけて活躍したコルネット奏者、指揮者、作曲家。スーザ吹奏楽団のコルネットソリスト。

## 来歴
1867年9月12日、マサチューセッツ州ウォウバン（Woburn）にてオルガニスト兼作曲家であるウィリアム・クラークの息子として生まれる。父親の仕事の影響で1880年までに幾度か移住している。
ハーバートは音楽キャリアとしてヴァイオリンを始め、1881年にはトロントフィルハーモニックソサエティの2ndヴァイオリンを担当している。しかし同時期にコルネットにも興味を持ちはじめる。1882年にはコルネットでThe Queen's Own Rifle Bandでコルネット奏者の席を得る。
1884年から1887年の間、インディアナポリスのオペラハウスでヴィオラと2ndコルネットを担当。1887年にはトロントの市民バンドにコルネットソリストとして参加する。その後5年程、トロント周辺のバンドと共演し、またトロント音楽院で教鞭を執り、オンタリオ州にある学校でも教えている。
1893年、スーザ吹奏楽団にコルネットソリストとして参加。同年のシカゴワールドフェアに出演した後、ニューヨーク・フィルハーモニックの2ndトランペットやメトロポリタンオペラの首席トランペットも務めた。
1898年、アーサー・プライヤーの後任としてスーザ吹奏楽団の副指揮者に就任する。1903年にはスーザ吹奏楽団を指揮して、まだ世界的に珍しかった蓄音機による録音も行っている。
1917年9月にスーザ吹奏楽団を退団するとカナダに戻り、1918年から1923年までオンタリオの一般バンドを指導している。この間、小さなスクールをシカゴで開いてコルネットを教えたりもした。
1923年、カリフォルニア州ロングビーチに移り、市民バンドの指揮を1943年まで続ける。この間、1934年4月にはアメリカ吹奏楽指導者協会（ABA）の長に選出され、また1936年から亡くなる1945年までクロード・ゴードンを指導している。
1945年1月30日に亡くなり、彼の灰はワシントンD.C.墓地のスーザの近くに埋葬されている。

## 主要作品

### コルネット独奏曲
- 波の花嫁 Bride of the Waves
- ハドソン川の調べ（華麗なる円舞曲） Sounds from the Hudson (Valse Brilliante)
- 華麗なる奇想曲 Caprice Brilliante
- 南十字星 Southern Cross
- ヴェニスの謝肉祭 The Carnival of Venice
- デビューする人（華麗な狂詩曲） The Debutante
- 星の輝くヴェルヴェットの空 Stars in a Velvety Sky
- 偉大なる太平洋の岸辺から From the Shores of the Mighty Pacific
- 霧の少女 The Maid of the Mist

### コルネット、トロンボーン二重奏
- Cousins'
- Side Partners

### コルネット教則本
- Elementary Studies
- Technical Studies
- Characteristic Studies
- Setting Up Drills

## 著書
- 自伝「余はいかにしてコルネット奏者となりしか」 How I became a Cornettist (A Cornet-Playing Pilgrim's Progress)